# Factory-Outlet-Center

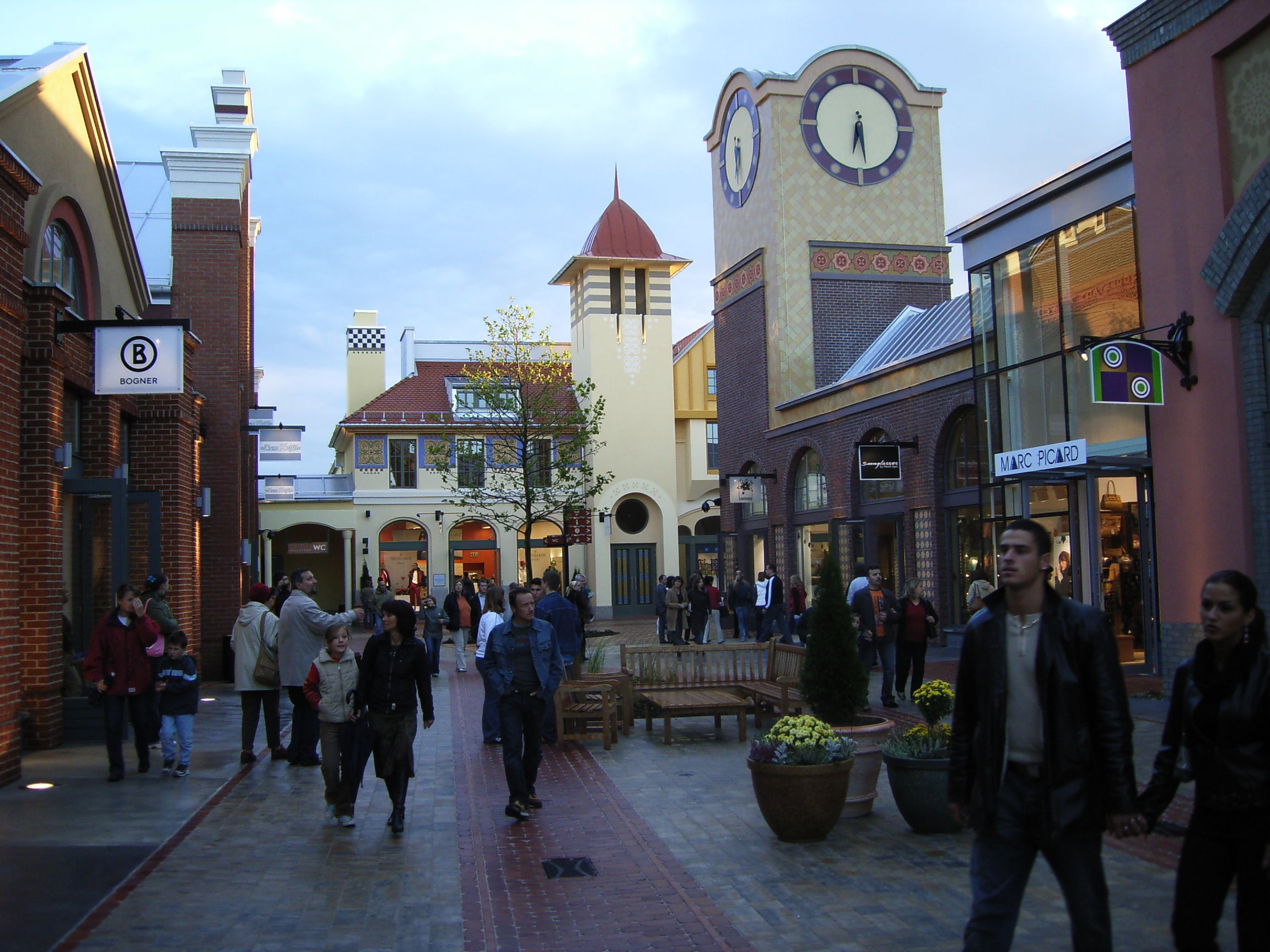
Am 29. September 2005 eröffnete in Bayern das FOC „Ingolstadt Village“

Factory-Outlet-Center (FOC), auch Designer Outlet Center (DOC), Fabrikverkaufszentrum (FVZ), Herstellerdirektverkaufszentren (HDVZ) oder Fabrikabsatzzentrum bezeichnet eine Betriebs- und Vertriebsform des Einzelhandels, bei der mehrere Hersteller ihre Markenartikel an einer gemeinsamen Verkaufsstätte verbilligt anbieten. Fabrikverkaufszentren werden von einem Betreiber zentral geplant, realisiert und verwaltet. Sie stellen eine besondere Form des großflächigen Einzelhandels dar. Die FOC umfassen meist mehrere tausend Quadratmeter Verkaufsfläche mit 60 bis 100 Läden und einem Angebot von Textilien, Sportartikeln, Schuhen und weiteren Branchen, die üblicherweise sonst in Innenstädten vorzufinden sind. Bei einem reinen Fabrikverkauf bietet hingegen nur ein Hersteller seine Waren an.

## Entstehung des FOC-Konzepts
Das erste FOC wurde im Jahre 1971 in Pennsylvania (USA) getestet, zunächst als einfache Bündelung mehrerer Factory-Outlets ohne besondere Aufmerksamkeit auf den Standort. Das Konzept wurde in den Folgejahren optimiert, und bis zum Jahre 1995 wurden in den USA rund 324 FOC errichtet, womit der US-amerikanische Markt abgedeckt war. Im Jahr 1984 wurde der europäische Markt mit der ersten Gründung in Frankreich erschlossen. Der eigentliche Aufschwung der FOC in Europa setzte ein, als amerikanische Betreiberfirmen ab 1988 in Großbritannien zu investieren begannen. Dieses Land verfügt derzeit ([veraltet]Mai 2006) mit 36 Ansiedlungen über die meisten FOC in Europa. 
 Die europäischen Länder weisen sehr unterschiedliche Betriebsdichten auf. So gab es im März 2005 in Großbritannien 32 (Mai 2006: 36), in Italien 14, in Frankreich 10, in Spanien 9, in der Schweiz und in Schweden je 5 und in Deutschland lediglich 3 Factory-Outlet-Center. Die unterschiedliche Ausstattung ist zum einen vom Marktpotenzial, also von Bevölkerung und Kaufkraft, aber auch von der unterschiedlich restriktiven planungsrechtlichen Handhabung der Länder abhängig.
Nach den Informationen des 4. European Factory Outlet Center Report 2009 gab es Anfang 2009 insgesamt 160 Factory Outlet Center in Europa (Center ab 4.000 m² Geschäftsfläche). Die durchschnittliche Größe der Outlet-Center lag bei 18.332 m². In Großbritannien zeigte sich mit 37 bestehenden Outlet-Centern der größte Bestand. In Italien (inkl. San Marino) gab es Anfang 2009 bereits 19 Outlet-Center. Ebenfalls 19 Outlet-Center konnten in Frankreich registriert werden. In der Türkei gab es 18 und in Spanien 15 Center.

## Auswirkungen auf den Raum
Der Standort für ein FOC-Projekt wird in der Regel so gewählt, dass ca. drei Millionen Einwohner innerhalb einer PKW-Fahrzeit von einer Stunde wohnen. Entsprechend groß ist das Einzugsgebiet der Kunden und der Wirkungskreis der FOC. Die Besucher kommen meist mit dem PKW und nur selten mit öffentlichen Verkehrsmitteln, weshalb ein solches Center hohe Verkehrsströme induziert. Abweichend vom üblichen Konzept für höherwertige Warenangebote liegt das typische FOC außerhalb von städtischen Zentren auf der grünen Wiese. Seitens der Raum- und Regionalplaner wird oftmals kritisiert, dass die Center mit ihren peripheren Standorten das System der zentralen Orte beeinträchtigen, welches in Deutschland eine maßgebliche Grundlage der Raumordnung bildet. Mit dieser Begründung wurden bislang die meisten Ansiedlungswünsche von FOC-Betreibern negativ beschieden.

## Kritik am FOC-Konzept in Deutschland

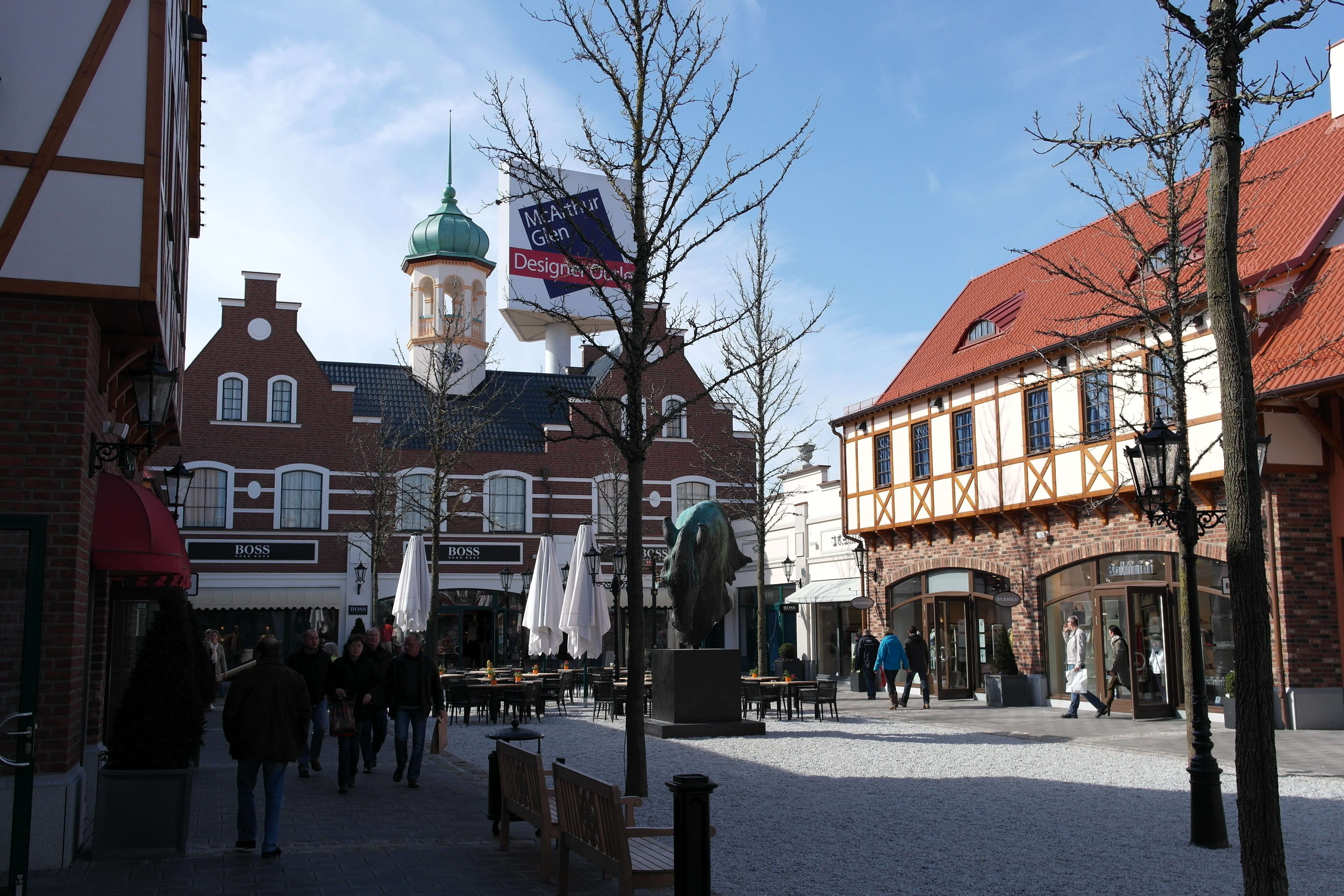
Auch das 2012 eröffnete FOC in Neumünster musste anfangs gegen Widerstände ankämpfen.

Mit den ersten Ansiedlungsvorhaben formierte sich in Deutschland Widerstand gegen die FOC, insbesondere wegen der ausschließlich dezentralen Standortwahl der Betreiber. Akteure des Widerstandes sind vor allem Einzelhandelsverbände, Industrie- und Handelskammern, Gewerkschaften, kommunale Verbände und Umweltorganisationen. Sie befürchten einen ungleichen Wettbewerb, durch Umsatzrückgänge verursachte Geschäftsaufgaben und Arbeitsplatzrückgänge, ökologische Probleme durch hohen Flächenverbrauch, hohes Verkehrsaufkommen und Emissionen. Eine weitere Gruppe der Gegner können die Hersteller als potenzielle Mieter in den FOC sein. Ihnen wird vielerorts vom Einzelhandel mit einer Auslistung gedroht, falls sie sich in ein geplantes FOC einmieten.
Wichtige Argumente gegen die Ansiedlung von Factory-Outlet-Center betreffen zudem städtebauliche und raumordnerische Aspekte. Viele Kommunen befürchten eine verstärkte „Verödung der Innenstädte“, da sich das Sortiment der FOC mit dem der traditionellen Geschäftszentren überschneidet. Zudem widerspricht die Standortwahl dem in der Raumordnung verankerten System der zentralen Orte. Aus diesem Grund kam es auf der Ministerkonferenz für Raumordnung (MKRO) im Jahr 1997 zu folgendem Beschluss: „FOC sind entsprechend den Leitvorstellungen einer nachhaltigen Raumentwicklung nur in Oberzentren/Großstädten an integrierten Standorten in stadtverträglicher Größenordnung zulässig.“ (MKRO 1997)
Vor diesem Hintergrund ist der Ausgang eines Raumordnungsverfahrens für ein FOC-Projekt häufig negativ zu beurteilen, wenn es außerhalb eines zentralen Versorgungsbereiches eines zentralen Ortes liegt. Gelegentlich werden die damit verbundenen angeblich hohen Kosten kritisiert. Da das Raumordnungsverfahren jedoch – soweit es nach entsprechendem Landesrecht für ein FOC überhaupt notwendig ist – schon in frühem Planungsstadium die grundsätzliche Raumverträglichkeit prüft, kann auch argumentiert werden, dass es Kosten vermeiden kann. Zudem stoßen FOC meist auf den vehementen Widerstand der Nachbarkommunen, die ihre Zentren schützen und eine Ansiedlung verhindern wollen. Sehr früh ließ daher in Deutschland der Ansiedlungsdruck durch die Projektträger nach. Die Standorte, bei denen das vorhandene Baurecht eine Baugenehmigung ermöglichen würde, sind für eine Ansiedlung oft nicht interessant. 
Eine FOC-Ansiedlung kann dagegen Chancen für die Weiterentwicklung des ländlichen Raums eröffnen oder die Attraktivität von Ferienregionen erhöhen. Da die Anzahl möglicher FOC für Deutschland als begrenzt bewertet wird (Lademann/Treis 1998), lässt sich anhand der Genehmigung des FOC in Soltau auch das Bemühen der Landesplanung erkennen, begrenzte Ansiedlungen zuzulassen und diese gezielt in Ferienregionen (Lüneburger Heide) zu lenken. Eine Bewertung der raumordnerischen und städtebaulichen Ansiedlungsfolgen ist zum gegenwärtigen Zeitpunkt noch nicht abschließend möglich.
Als Konsequenz der restriktiven Genehmigungspraxis für FOCs in Deutschland wurden mehrere, in hohem Umfang von deutschen Konsumenten besuchte große FOCs im grenznahen Bereich jenseits der deutschen Grenzen errichtet, u. a. in Roermond (Niederlande), Salzburg (Österreich) und Maasmechelen (Belgien).